# Мелля
Мелля (Милля) — река в России, течёт по территории Азнакаевского, Сармановского и Муслюмовского районов Республики Татарстан. Устье реки находится на высоте 70 м над уровнем моря в 218 км по левому берегу Ика. Длина реки составляет 72 км. Площадь водосборного бассейна — 1020 км².
Притоки: Ковзиячка, Рангазарка, Карамалинка, Буклинка, Буралы, Азми.

## Данные водного реестра
По данным государственного водного реестра России относится к Камскому бассейновому округу, водохозяйственный участок реки — Ик от истока и до устья, речной подбассейн реки — бассейны притоков Камы до впадения Белой. Речной бассейн реки — Кама.
Код объекта в государственном водном реестре — 10010101312111100028633.